# Макреш (община)
Макреш (болг. Община Макреш) — община в Болгарии. Входит в состав Видинской области. Население составляет 1879 человек (на 15.03.2007).

## Состав общины
В состав общины входят следующие населённые пункты:
1. Вылчек
2. Киреево
3. Макреш
4. Подгоре
5. Раковица
6. Толовица
7. Цар-Шишманово

1. ↑  НСИ Националният регистър на населените места (болг.)